# Thank God for Mental Illness
Thank God for Mental Illness je páté studiové album americké psychedelicko-rockové kapely The Brian Jonestown Massacre. Po vydání alb Take It from the Man! a Their Satanic Majesties' Second Request v polovině roku 1996, které byly ovlivněny psychedelickou hudbou šedesátých let, nahrává kapela 11. června 1996 ve svém studiu v San Franciscu nové album s názvem Thank God for Mental Illness. Deska se natočila za necelých 18 dolarů.
Album je rozděleno do dvou částí a kromě psychedelie je zde také patrný vliv country, blues a folku. Jeden z kritiků okomentoval album slovy: "neuvěřitelně zvláštní a odvážný akustický počin." V první části alba se objevují převážně akustické skladby, zatímco druhá část je tvořená sérií písní a zvukových koláží, které jsou propojeny do jednoho celku s názvem "Sound of Confusion".
Album vyšlo 25. října 1996 u vydavatelství Bomb! Records a bylo třetím a posledním dlouho hrajícím albem vydaném kapelou v tomto roce. Album bylo velice dobře přijato a přirovnáváno k akustickým deskám Boba Dylana. Album je považováno za jedno z nejlepších, které kapela ve své historii vydala.
Thank God for Mental Illness vyšla znovu v roce 2007 na CD ve vydavatelství A Records Antona Newcomba a v roce 2016 vychází album poprvé na vinylu.

## Seznam skladeb
1. "Spanish Bee" – 3:48
2. "It Girl" – 2:12
3. "13" – 2:35
4. "Ballad of Jim Jones" – 2:14
5. "Those Memories" – 2:01
6. "Stars" – 3:15
7. "Free and Easy, Take 2" – 2:28
8. "Down" – 3:52
9. "Cause I Love Her" – 1:14
10. "Too Crazy to Care" – 1:22
11. "Talk - Action = Shit" – 2:07
12. "True Love" – 3:32
13. "Sound of Confusion" – 33:03
  - "Fire Song" – 11:56
  - "Fuck You for Fucking Me" – 3:52
  - "Spun" – 4:20
  - "Kid's Garden" – 7:23
  - "Wasted" – 5:19

## Obsazení
- Anton Newcombe – kytara, basa, bicí, zpěv
- Matt Hollywood – basa
- Jeffrey Davies – kytara
- Dean Taylor – kytara
- Joel Gion – perkuse
- Travis Threlkel – kytara
- Ricky Maymi – basa
- Brian Glaze – bicí
- Mara Keagle – kytara, perkuse
- Greg Helton – bicí
- Callum Moffat – kytara